# Rebel·lió Shinpūren
La rebel·lió Shinpūren (神風連の乱, Shinpūren no ran) de 1876 va ser un dels molts aixecaments armats d'ex-samurais que van tenir lloc a principis de l'era Meiji contra el nou govern del Japó.
La rebel·lió va ser duta a terme per l'organització radical Keishinto (敬神党, Keishintō), formada per ex-samurais del domini de Kumamoto, que s'oposava a l'occidentalització del Japó i la pèrdua dels privilegis de classe com a resultat de la Restauració Meiji.
Keishinto, liderada per Otaguro Tomoo, va realitzar un atac sorpresa contra l'Exèrcit Imperial Japonès i el govern Meiji a Kumamoto, matant dozenes de soldats i oficials de la prefectura de Kamamoto. Els rebels van ser derrotats per les forces imperials el matí següent. La majoria dels rebels que van sobreviure van suïcidar-se o van ser arrestats i executats pel govern.

## Conseqüències
En aquest temps, la revolta Shinpūren va tenir en efecte dòmino, encoratjant la rebel·lió Akizuki i la rebel·lió Hagi. Encara que la revolta Shinpūren va fallar completament, el fet que un petit, però determinat grup d'homes pogués causar tal estat de pànic i pogués vèncer tan gran força va servir com a inspiració política de grups secrets fins al final de l'Imperi Japonès el 1945.